# Omišalj
Omišalj (wł. Castelmuschio) – miasto w Chorwacji, w żupanii primorsko-gorskiej, siedziba gminy Omišalj. Leży na wyspie Krk. W 2011 roku liczyło 1868 mieszkańców.
Został złożony w III w. n.e. przez starożytnych Rzymian jako Fulfinium. W latach 1480–1797 wraz z całą wyspą należał do Republiki Weneckiej, następnie wchodził w skład imperium Habsburgów. Miasto położone jest na wysokim, 80-metrowym klifie ponad wodami Adriatyku. W Omišalju zachowała się wczesnochrześcijańska bazylika datowana na V w. W pobliżu miasta usytuowany jest terminal naftowy oraz międzynarodowy port lotniczy Rijeki.